# Unge hjerter
Unge hjerter är en norsk svartvit stumfilm (drama) från 1917. Filmen regisserades av Peter Lykke-Seest som också skrev manus. Karl Wieghorst svarade ateljéfotot och Ottar Gladvedt för exteriörfotot. Gladvedt assisterade också vid ateljéfotot. Filmen hade premiär den 9 juni 1917 i Norge.

## Handling
Harriet Wold och Ragnar Bentzen är förlovade, men hon fattar tycke för löjtnant Wang och han för prästens dotter Anna. Ingen av dem vågar först berätta hur de känner men när de får reda på att båda känner likadant bryter de förlovningen. Istället förlovar de nya kärleksparen sig under stor glädje.

## Rollista
- Fru Kittelsen – Harriet Wold
- Henning Eriksen – Ragnar Bentzen
- Kaare Knudsen – Wang, löjtnant
- Gunvor Arntzen – Anna, prästens dotter
- Ida Amundsen
- Randi Haanshus
- Ingeborg Knudsson
- Eleonora Selmer
- Jens Selmer – prästen
- Robert Sperati – en lapp
- Hildur Øverland – prästens hushållerska